# Pravlov
Pravlov (německy Prahlitz) je obec v okrese Brno-venkov v Jihomoravském kraji. Rozkládá se na rozhraní Bobravské vrchoviny a Dyjsko-svrateckého úvalu, na okraji přírodního parku Niva Jihlavy, přičemž řeka Jihlava obcí protéká. Žije zde 675 obyvatel.
Jedná se o vinařskou obec ve Znojemské vinařské podoblasti (viniční tratě Nová města, V Dlouhých, Stráně).

## Název
Název vesnice byl odvozen od osobního jména Pravel (v jehož základu je přídavné jméno pravý) a jeho význam byl "Pravlův majetek". V němčině se zprvu (mezi 13. a 15. stoletím) používaly z českého jména odvozené tvary Praulin, Prewlins, Preblins, Brebleins, Prawleins, Prales, od konce 15. století je doložen tvar Prahlitz používaný až do 20. století.

## Historie
První písemná zmínka o obci se hlásí k roku 1073 a nachází se ve falzu z 12. století (Naprauloue).

## Obyvatelstvo
| Rok            | 1869 | 1880 | 1890 | 1900 | 1910 | 1921 | 1930 | 1950 | 1961 | 1970 | 1980 | 1991 | 2001 | 2011 | 2021 |
| -------------- | ---- | ---- | ---- | ---- | ---- | ---- | ---- | ---- | ---- | ---- | ---- | ---- | ---- | ---- | ---- |
| Počet obyvatel | 631  | 670  | 590  | 623  | 646  | 582  | 590  | 469  | 514  | 478  | 516  | 491  | 525  | 574  | 653  |
| Počet domů     | 143  | 144  | 148  | 150  | 151  | 149  | 158  | 131  | 126  | 120  | 137  | 147  | 162  | 178  | 206  |

Vývoj počtu obyvatel

## Obecní správa

### Obecní symboly
Znak obce je historický, vlajka byla obci udělena rozhodnutím předsedy Poslanecké sněmovny Parlamentu České republiky dne 21. června 2018.

## Pamětihodnosti
- Kostel Navštívení Panny Marie
- Fara čp. 37
- Socha svatého Jana Nepomuckého
- Socha svatého Urbana